# 巨片吸虫
巨片吸虫（学名：Fasciola gigantica）为片形科片形属的动物。分布于印度、越南、菲律宾、新加坡、日本、夏威夷、土耳其、伊拉克、巴基斯坦、塔什干、以及中国大陆的福建、江苏、广西等地，营寄生生活，宿主为黄牛、水牛、山羊、长颈鹿，人偶有感染，成虫寄生于胆管。